# Достоевский сельсовет
Достоевский сельсовет (бел. Дасто́еўскі сельсавет) — упразднённая административная единица на территории Ивановского района Брестской области Республики Беларусь.

## История
12 июля 2013 года Достоевский сельсовет упразднён.

## Состав
Достоевский сельсовет включает 12 населённых пунктов:
- Вилы — деревня.
- Вулька-Достоевская — деревня.
- Достоево — агрогородок.
- Зарудье — деревня.
- Застружье — деревня.
- Каролин — деревня.
- Красиевка — деревня.
- Кротово — деревня.
- Лысуха — деревня.
- Новоселки — деревня.
- Отолчицы — деревня.
- Полкотичи — деревня.